# Simon of Faversham
Simon of Faversham (* um 1260 in Faversham; † zwischen 24. Mai und 19. Juli 1306) war ein englischer scholastischer Philosoph.

## Leben
Simon of Faversham studierte in Oxford mit dem Abschluss des Magister artium. Er lehrte wahrscheinlich an der Sorbonne in Paris, bevor er 1289 nach Oxford zurückkehrte. Darauf weisen Erwähnungen in Manuskripten in Kontinentaleuropa hin, teilweise unter dem Namen „Simon Anglicus“ (einmal als „Symone Anglico Parisius“ in seinen Quaestiones), und der Einfluss von Petrus de Alvernia und dessen Schriften aus den 1270er und frühen 1280er Jahren, dessen Schüler er wahrscheinlich war.
1290 weihte Erzbischof Johannes Peckham, Erzbischof von Canterbury, Simon of Faversham zum Diakon und ernannte ihn Rektor in Preston bei Faversham. Diese Stelle war eine Pfründe, die zur Unterstützung seines Gelehrtenlebens diente. In Oxford lehrte er vor allem in der Artistenfakultät. Er wurde niemals zum Priester geweiht und nahm erst den Grad eines Doktors der Theologie an, als er 1304 zum Kanzler der Universität Oxford bestellt wurde, wozu der Doktorgrad Voraussetzung war.
Simon of Faversham starb 1306, als er auf dem Weg zu Papst Clemens V. war. Ein Grund der Reise war, dass er September 1305 Erzdiakon von Canterbury wurde, der Papst aber einen anderen Kandidaten ernannte, was Simon of Faversham mit Unterstützung des Königs rückgängig machen wollte. Sein genauer Todestag steht nicht fest, die von König Eduard I. für ihn unterzeichneten „letters of protektion“ (Schutzbriefe), die er für seine Reise nach Rom benötigte, datieren auf den 24. Mai 1306, so dass davon ausgegangen werden kann, dass er zu diesem Zeitpunkt noch lebte. Der nächste Vermerk ist eine Nachricht vom 19. Juli, in der Papst Clemens der Diözese Hereford den Tod des Simon of Faversham mitteilte. Kurz darauf ernannte der König am 23. August seinen Leibarzt Nicholas of Tingewick zum Nachfolger Favershams als Rektor der Kirche in Reculver.
Simon of Faversham ist bekannt als Kommentator von Aristoteles, insbesondere dessen Logik und psychologische Schriften, wobei die Kommentare meist aus seiner Lehrtätigkeit hervorgingen. Früher wurde er als Thomist gesehen, so von Etienne Gilson. Simon of Faversham wich jedoch in einzelnen Auffassungen von Thomas von Aquin ab. So folgte Simon of Faversham in seinen Ansichten über die Seele eher Albertus Magnus und später dem Augustinismus von Heinrich von Gent in Fragen des Unterschieds von Essenz und Existenz. In seiner Interpretation der Analytica posteriora folgte er eher Thomas von Aquin als Robert Grosseteste oder Aegidius Romanus (die ihn auch beeinflussten).

## Schriften
- Magistri Simonis Anglici sive de Faverisham Opera Omnia. Band 1. Herausgeben von Pasquale Mazzarella. Padua 1957.
- Sten Ebbesen, Thomas Izbicki, John Longeway, Francesco del Punta, Eileen Serene,  Eleonore Stump (Hrsg.): Quaestiones super libro Elenchorum. Toronto 1984.